# Jens Martin Gammelby
Jens Martin Gammelby (Ikast, 5 febbraio 1995) è un calciatore danese, difensore del Silkeborg.

## Carriera

### Club
Cresciuto nel Silkeborg, con cui ha disputato cinque stagioni in prima squadra, il 22 maggio 2018 è stato acquistato dal Brøndby, con cui ha firmato un quinquennale.
Il 5 ottobre 2020 è stato ceduto in prestito con diritto di riscatto al Lyngby.
Il 14 febbraio 2023 è stato ufficializzato il suo trasferimento ai norvegesi dell'HamKam.
Il 4 settembre 2023 è stato reso noto il suo ritorno al Silkeborg, con un contratto valido a partire dal 1º gennaio 2024.

### Nazionale
Ha giocato nelle nazionali giovanili danesi Under-20 ed Under-21.

## Statistiche

### Presenze e reti nei club
Statistiche aggiornate al 14 febbraio 2023.
| Stagione             | Squadra              | Campionato           | Campionato | Campionato | Coppe nazionali | Coppe nazionali | Coppe nazionali | Coppe europee | Coppe europee | Coppe europee | Altre coppe | Altre coppe | Altre coppe | Totale | Totale |
| Stagione             | Squadra              | Comp                 | Pres       | Reti       | Comp            | Pres            | Reti            | Comp          | Pres          | Reti          | Comp        | Pres        | Reti        | Pres   | Reti   |
| -------------------- | -------------------- | -------------------- | ---------- | ---------- | --------------- | --------------- | --------------- | ------------- | ------------- | ------------- | ----------- | ----------- | ----------- | ------ | ------ |
| 2013-2014            | Silkeborg            | 1D                   | 10         | 0          | CD              | 0               | 0               | -             | -             | -             | -           | -           | -           | 10     | 0      |
| 2014-2015            | Silkeborg            | SL                   | 29         | 0          | CD              | 3               | 0               | -             | -             | -             | -           | -           | -           | 32     | 0      |
| 2015-2016            | Silkeborg            | 1D                   | 23         | 1          | CD              | 2               | 0               | -             | -             | -             | -           | -           | -           | 25     | 1      |
| 2016-2017            | Silkeborg            | SL                   | 31+2       | 2          | CD              | 3               | 0               | -             | -             | -             | -           | -           | -           | 36     | 2      |
| 2017-2018            | Silkeborg            | SL                   | 32+4       | 6          | CD              | 5               | 0               | -             | -             | -             | -           | -           | -           | 41     | 6      |
| 2018-2019            | Brøndby              | SL                   | 17         | 1          | CD              | 3               | 0               | UEL           | 2             | 0             | -           | -           | -           | 22     | 1      |
| 2019-2020            | Brøndby              | SL                   | 16         | 0          | CD              | 1               | 0               | UEL           | 3             | 0             | -           | -           | -           | 20     | 0      |
| ott. 2020-2021       | Lyngby               | SL                   | 26         | 4          | CD              | 2               | 0               | -             | -             | -             | -           | -           | -           | 28     | 4      |
| 2021-gen. 2022       | Brøndby              | SL                   | 7          | 0          | CD              | 2               | 0               | UCL+UEL       | 2+3           | 0             | -           | -           | -           | 14     | 0      |
| gen.-giu. 2022       | Miedź Legnica        | 1L                   | 10         | 0          | CP              | -               | -               | -             | -             | -             | -           | -           | -           | 10     | 0      |
| lug.-ago. 2022       | Miedź Legnica        | EK                   | 6          | 0          | CP              | 0               | 0               | -             | -             | -             | -           | -           | -           | 6      | 0      |
| Totale Miedź Legnica | Totale Miedź Legnica | Totale Miedź Legnica | 16         | 0          |                 | 0               | 0               |               | -             | -             |             | -           | -           | 16     | 0      |
| 2022-feb. 2023       | Brøndby              | SL                   | 10         | 1          | CD              | 1               | 0               | -             | -             | -             | -           | -           | -           | 11     | 1      |
| Totale Brøndby       | Totale Brøndby       | Totale Brøndby       | 50         | 2          |                 | 7               | 0               |               | 10            | 0             |             | -           | -           | 67     | 2      |
| 2023                 | HamKam               | ES                   | 24         | 2          | CN              | 2               | 1               | -             | -             | -             | -           | -           | -           | 26     | 3      |
| gen.-giu. 2024       | Silkeborg            | SL                   | 0          | 0          | CD              | 0               | 0               | -             | -             | -             | -           | -           | -           | 0      | 0      |
| Totale Silkeborg     | Totale Silkeborg     | Totale Silkeborg     | 125+6      | 9          |                 | 13              | 0               |               | -             | -             |             | -           | -           | 144    | 9      |
| Totale carriera      | Totale carriera      | Totale carriera      | 215+6      | 16         |                 | 23              | 1               |               | 10            | 0             |             | -           | -           | 254    | 17     |

## Palmarès

### Club

#### Competizioni nazionali
- Coppa di Danimarca: 1

Silkeborg: 2023-2024